# Филотас
Фило́тас (греч. Φιλώτας) — малый город в Греции. Административно относится к общине Флорина периферийной единицы Флорина в периферии Западная Македония. Площадь 32,596 км². Население 1772 человек по переписи 2011 года.

## История
В османский период назывался Чалджилар (Чалджиево, тур. Çalcılar, Τσαλτζιλάρ). Турецкое население принудительно выселено во время греко-турецкого обмена населением. Чалджилар заселён греческим населением, выселенным из Восточной Фракии, Понта и ила Конья. В 1927 году (ΦΕΚ 18Α) переименован в Филотас.

## Транспорт
7 мая 1951 года открыта железнодорожная станция Филотас (Σιδηροδρομικός σταθμός Φιλώτα) железной дороги Козани – Аминдеон. Движение пассажирских поездов прекращено в 2010 году.

## Энергетика

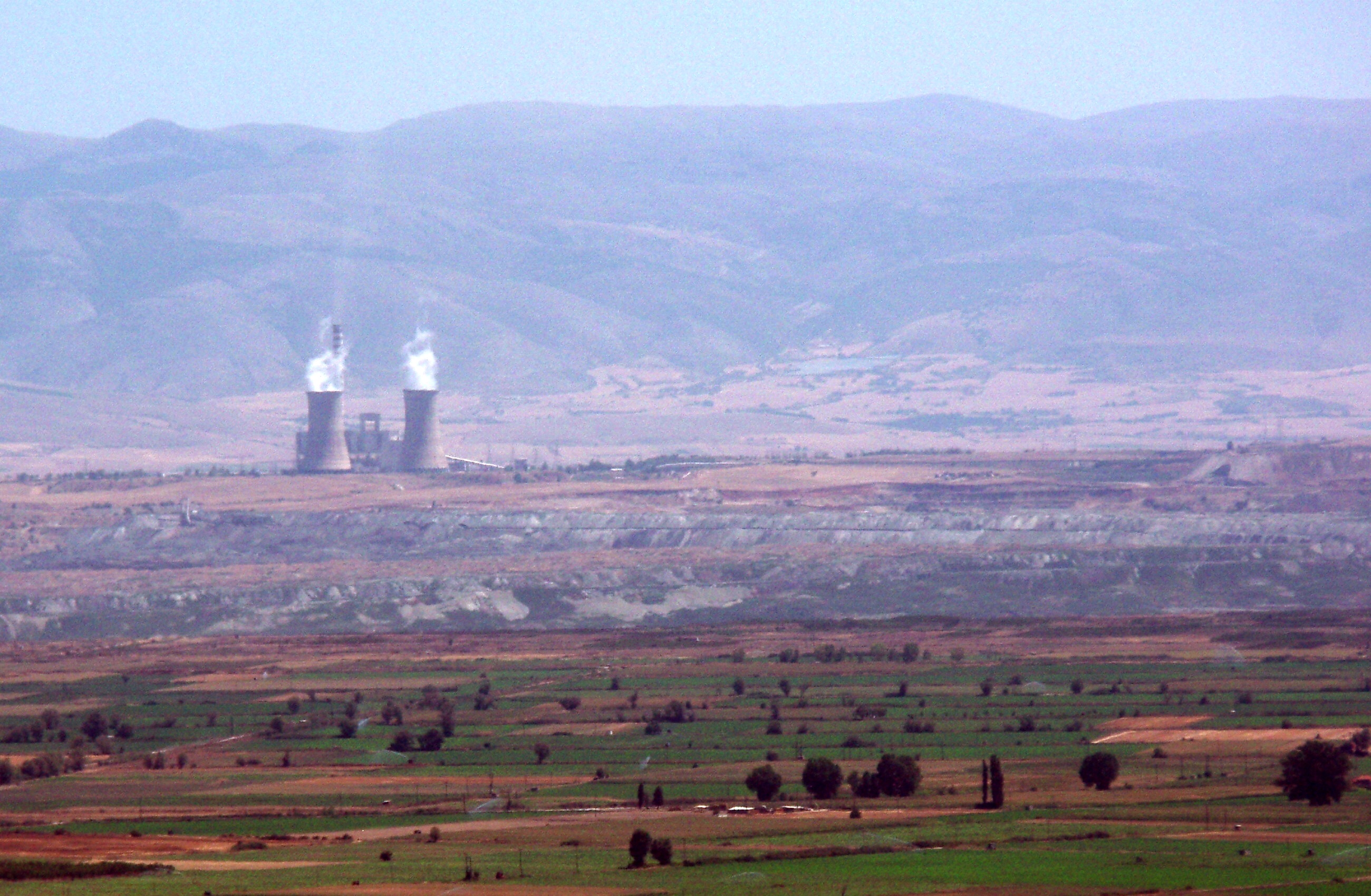
ТЭС «Аминдеон»

Западнее Филотаса находится угольный разрез «Аминдеон» (Ορυχείο Πεδίου Αμυνταίου), разрабатываемый открытым способом, и ТЭС «Аминдеон», работающая на местных лигнитах Птолемаисского бассейна. Владелец — Государственная энергетическая корпорация Греции (ΔΕΗ). Установлены два блока по 300 МВт каждый. ТЭС построена при участии СССР. Проектную и рабочую документацию выполнили Мосэнергопроект и Ивановское отделение института «Теплоэлектропроект» (ныне «Зарубежэнергопроект»). Государственное внешнеэкономическое объединение «Энергомашэкспорт» поставило турбины К-300-170 мощностью 310 МВт, генераторы ТВВ-320 мощностью 300 МВт, изготовленные в 1984 году Ленинградским металлическим заводом и прочее вспомогательное оборудование машинного зала. Блоки укомплектованы котлами французского завода Stein Industrie в Лис-ле-Ланнуа (закрыт в 2003 году), входившего в группу Alsthom Atlantique (ныне General Electric). Построены 2 дымовые трубы высотой 200 м. Для охлаждения использовалось водохранилище Полифитон и озеро Вегоритис. Топливо поступало по ленточным конвейерам. Введена в эксплуатацию в 1988 году. Выведена из эксплуатации в 2020 году. Добыча лигнитов на угольном разрезе «Аминдеон» прекращена.

## Население
| Год  | Население, человек |
| ---- | ------------------ |
| 1991 | 1780               |
| 2001 | 1812               |
| 2011 | ↘ 1772             |